# 巴木尔和拉撒路
巴木尔和拉撒路（英語：Bummer and Lazarus）是1860年代初在美国加利福尼亚州旧金山街头活动的两只流浪狗。它们因彼此之间的独特联系和故事以及与“美国皇帝”诺顿一世可能存在的联系和惊人的灭鼠能力而闻名，成为城市报纸的常客，不受当地法令的约束，并出现在漫画中。

## 历史背景
与当时美国其他城市一样，旧金山也存在着严重的散养/流浪狗问题。在1840年代的洛杉矶，狗的数量与人的数量几乎达到了二比一，而旧金山的情况虽然还没有达到这种极端的程度，但大量的流浪狗和野狗也确实造成了许多问题。因此，狗经常被毒死或被捕杀。但如果一只狗被证明是一名优秀的捕鼠者或在其他方面表现出色，它仍有生存下来的可能。:147

## 经历

### 相逢与职业生涯
巴木尔是一只黑白相间的混血纽芬兰犬，他于1860年在弗雷德里克·马丁的酒吧外安家，并很快证明了自己是出色的灭鼠者。:147 :14他的捕鼠天赋使他免遭该领地的前主人布鲁诺的命运——布鲁诺在巴木尔到来前不久被番木鳖碱毒杀。根据《旧金山呼声报》发表的1901年度回顾，它的前主人为《加州阿尔塔日报》记者奈德·奈特，它跟随他从佩塔卢马来到旧金山。他靠向路人以及蒙哥马利街沿线的酒吧和其他场所的顾客乞讨残羹剩饭为生。

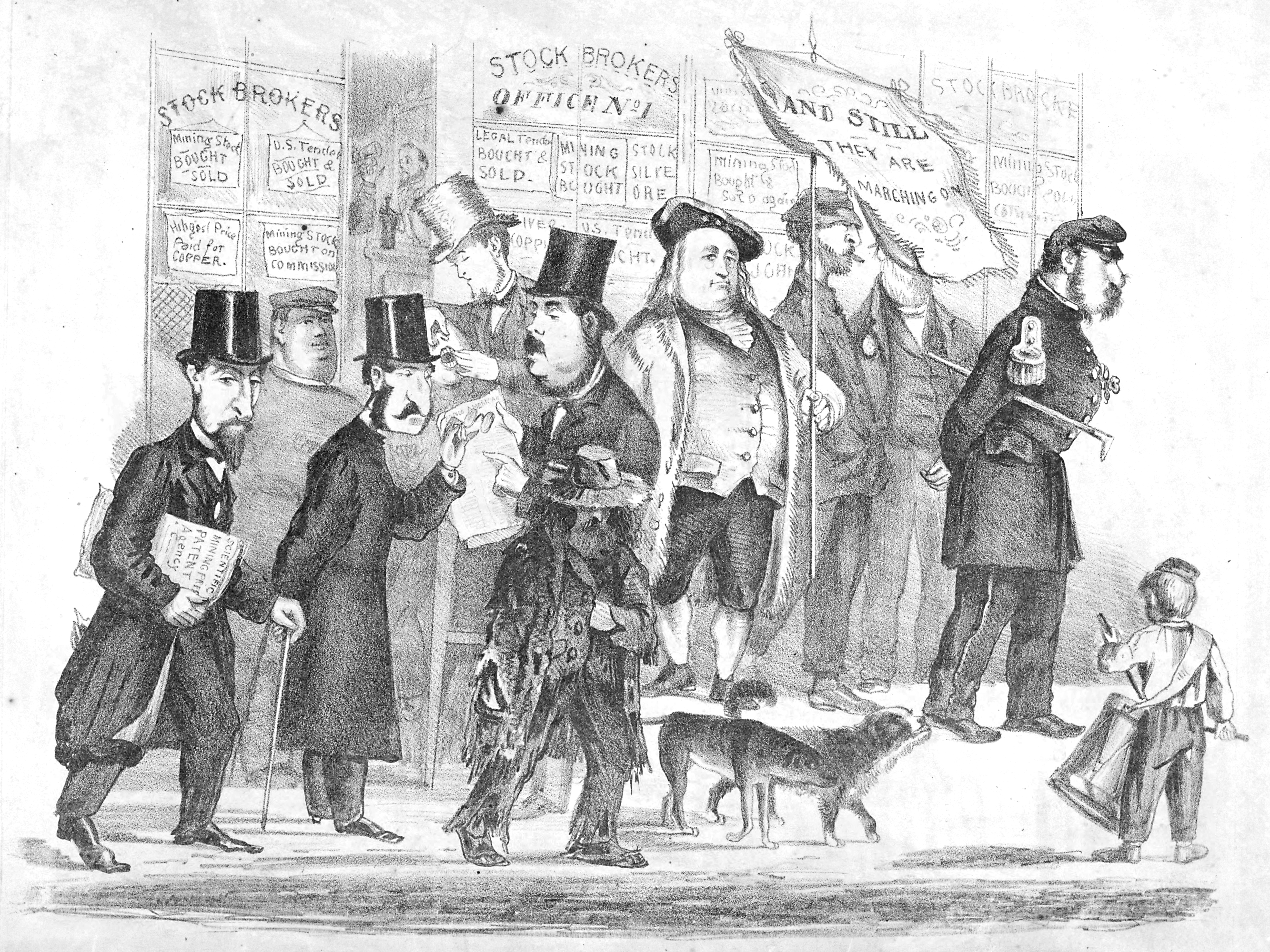
《沿着蒙哥马利街漫步》。美国皇帝约书亚·诺顿（Joshua A. Norton）、巴木尔和拉撒路，身边还有另一个当地怪人“乔治·华盛顿二世”。

1861年，巴木尔在与一只体型较大的狗的战斗中救出了一只狗。获救的狗受了重伤，腿部伤口很深，被认为无法活下去。巴木尔给它吃东西，带回拾荒所得的东西给它，并在夜间挤在它身边为它取暖。受伤的狗很快就康复了，几天之内就开始跟随巴木尔在街上乞讨。它出色的恢复能力为它赢得了“拉撒路”（一位复活者）的称号，事实证明他是比巴木尔更出色的捕鼠者。作为一个团队，他们表现得非常出色，曾在20分钟内消灭了85只老鼠。:147 
它们的才华和彼此之间独特的联系被该市的媒体发现了。马丁的酒吧是新闻工作者和记者最喜欢去的地方，因为酒吧外就会有这两条狗，他们永远不必为了一篇新闻报道而长途跋涉。它们的事迹被详细记录在《加州人》《加州阿尔塔日报》《每日晨报》和《每日晚报》上，:148编辑们争先恐后地试图赋予这对伙伴与人类相似的冒险和刺激性。巴木尔被描绘成一位运气不佳但仍然忠诚和认真的绅士，而拉撒路则被塑造成狡猾而自私的酒肉朋友的角色。仅仅几个月后，巴木尔腿部中弹，拉撒路却抛下它和另一只狗一起跑了。这让媒体大发议论：据说巴木尔对自己亲手救下的拉撒路忘恩负义的背叛感到刺痛。
当巴木尔康复后，拉撒路的重新回归更加令人兴奋。:148
这两只狗在街上到处乱跑。1862年6月14日，当拉撒路被新来的狗捕手抓走时，一群愤怒的市民要求释放它，并请愿将这对狗宣布为城市财产，以便它们可以在街上闲逛而不受干扰。市监管人员释放了拉撒路，并宣布他和布默不受城市流浪者条例的约束。在一周后，它们被报道拦住了一匹脱缰的马。尽管名声在外，但这两只狗却可能很恶毒：巴木尔是一名羊杀手，经常在街上与其他狗打架，偶尔会得到拉撒路的帮助（尽管通常拉撒路只会用吠叫声援它）。当它们不经意间进入商店并被店主锁在里面时，它们还会洗劫商店。:148 

### 诺顿皇帝
这两只狗有时会出现在“美国皇帝”约书亚·诺顿一世的陪伴下。一个流行的传说称诺顿成为了它们的主人。然而，没有任何当代记录表明诺顿是狗的主人，只有一份报纸报道了他和这些狗之间存在的联系。这个谣言的出现可能是因为漫画家爱德华·江普经常把这三个角色放在一起，最著名的是在漫画《三个无赖》中，诺顿在一张装满食物的自助餐桌上吃饭，而这两条狗则耐心地等待他的御赐。当诺顿看到商店橱窗里展示的漫画时，他感到愤怒：皇帝陛下与卑鄙的狗为伴的描绘侮辱了帝国的尊严。尽管诺顿可能对这些狗明显感到反感，但在20世纪50年代仍然有人声称它们之间有密切的联系：
巴木尔和拉撒路跟他到处走。从1855年至1880年间，旧金山的任何一场戏剧表演开场前，都必须为美国皇帝诺顿一世、巴木尔和拉撒路留出第一排包厢的三个免费座位。——西蒙·迪克森 - 《旧金山是我的家》

### 拉撒路之死

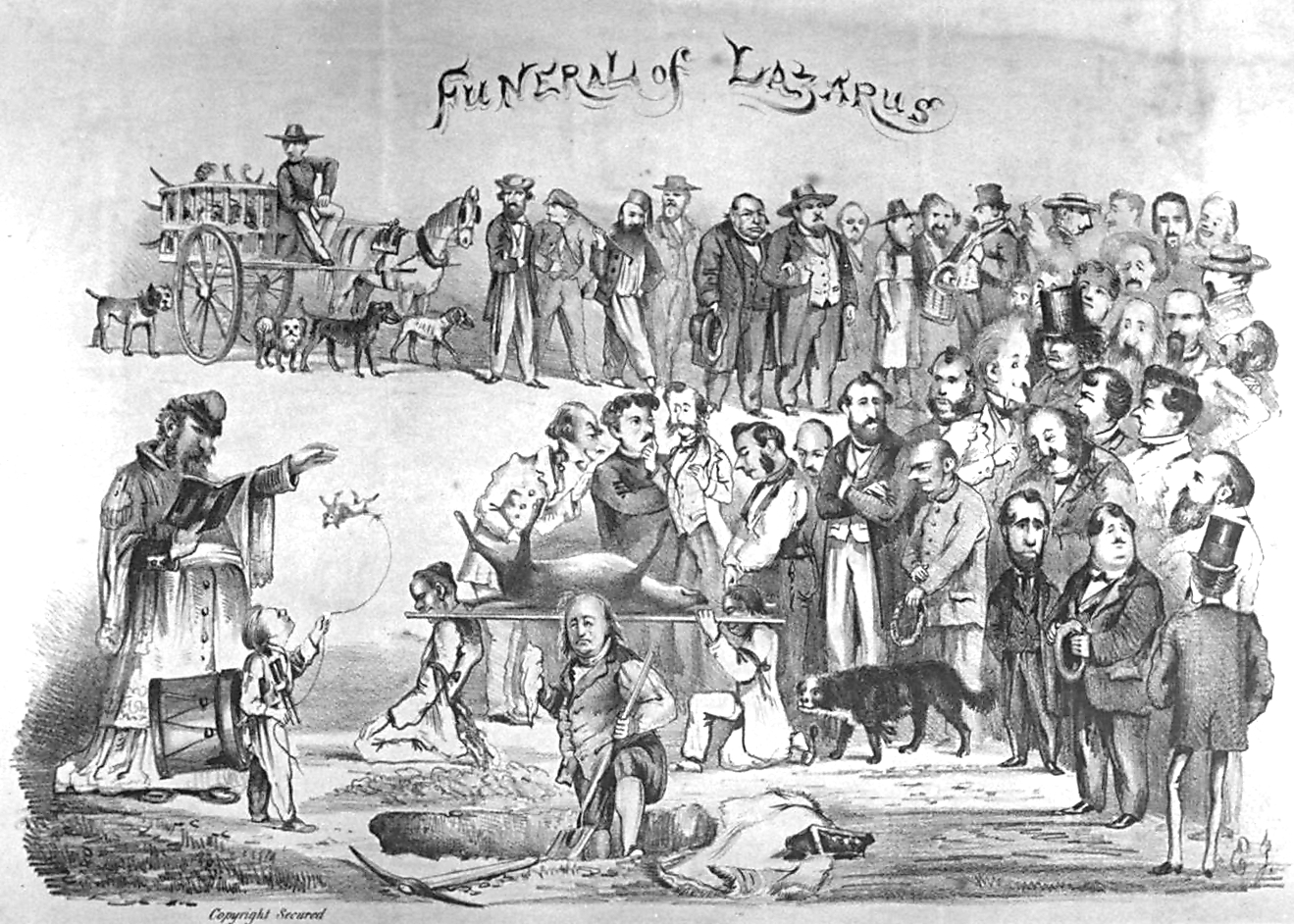
江普描绘的拉撒路的葬礼。队伍的最后面是捕狗人。美国皇帝诺顿主持仪式。

1863年10月，拉撒路被杀。在《旧金山万花筒》中，萨缪尔·迪克森声称它被该市一辆消防车碾过，但当代的报道称，他在咬了一个男孩后，被喂了掺有鼠药的肉而中毒死亡。旧金山的人们悬赏50美元抓捕投毒者，一位智者建议将拉撒路与城里其他伟人一起埋葬在一个荣耀的地方。江普制作了一部关于它的“葬礼”的漫画，其中诺顿扮演神职人员主持仪式，弗雷迪·库姆斯（一位自称是乔治·华盛顿转世的旧金山怪人）正在为它挖掘坟墓。著名的旧金山人组成了队伍，巴木尔悲伤地看着。这可能导致了大量旧金山人参加了拉撒路葬礼的传言。不过，这只狗并没有被埋葬，而是由标本剥制师制成了标本，并展示在马丁酒吧的后面。（根据迪克森的说法，马丁向动物标本剥制师支付了50美元，将这只狗交给了他——尽管市议会已经认领了它的遗骸。）《每日晚报》刊登了一篇题为《哀悼拉撒路》的长讣告，其中赞扬了这两只狗的美德，并讲述了它们一起经历的各种冒险故事。:148

### 巴木尔之死
拉撒路死后，巴木尔变得孤单，不过一年后马克·吐温在《每日晨报》中报道说，它养了一只黑色的小狗。关于这只黑色小狗的消息再也没有被报听说过，而且没有了他的同伴拉撒路，媒体对巴木尔的兴趣也减弱了。1865年11月，他被醉汉亨利·里皮（Henry Rippey）踢伤，生命垂危。巴木尔仍然很受欢迎，为了避免暴力行为的发生，该市立即逮捕了里皮。他还是没能逃脱公众的审判：在得知他的罪行后，他的狱友大卫·波普利（David Popley）“把他扔进了某个味道难闻的地方”。

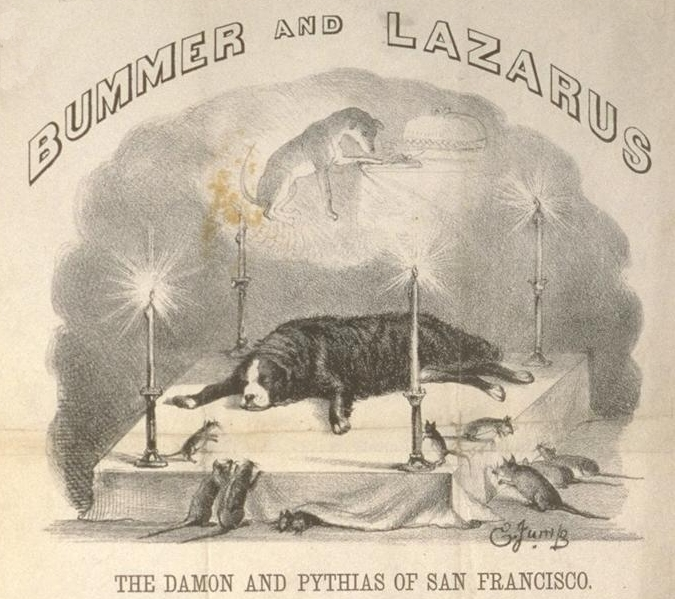
《无赖在于状态》。江普的这部漫画还附有长篇讽刺悼词。

巴木尔的去世并没有像拉撒路的死那样成为头条新闻，但江普创作了一幅新的漫画：巴木尔躺在床上，拉撒路在上方的苍穹中吃着一桌食物，老鼠们在周围向巴木尔表达敬意。马克·吐温在《弗吉尼亚城市企业报》上为他写了一篇悼词，并于1865年11月11日在《加州人报》上重印：

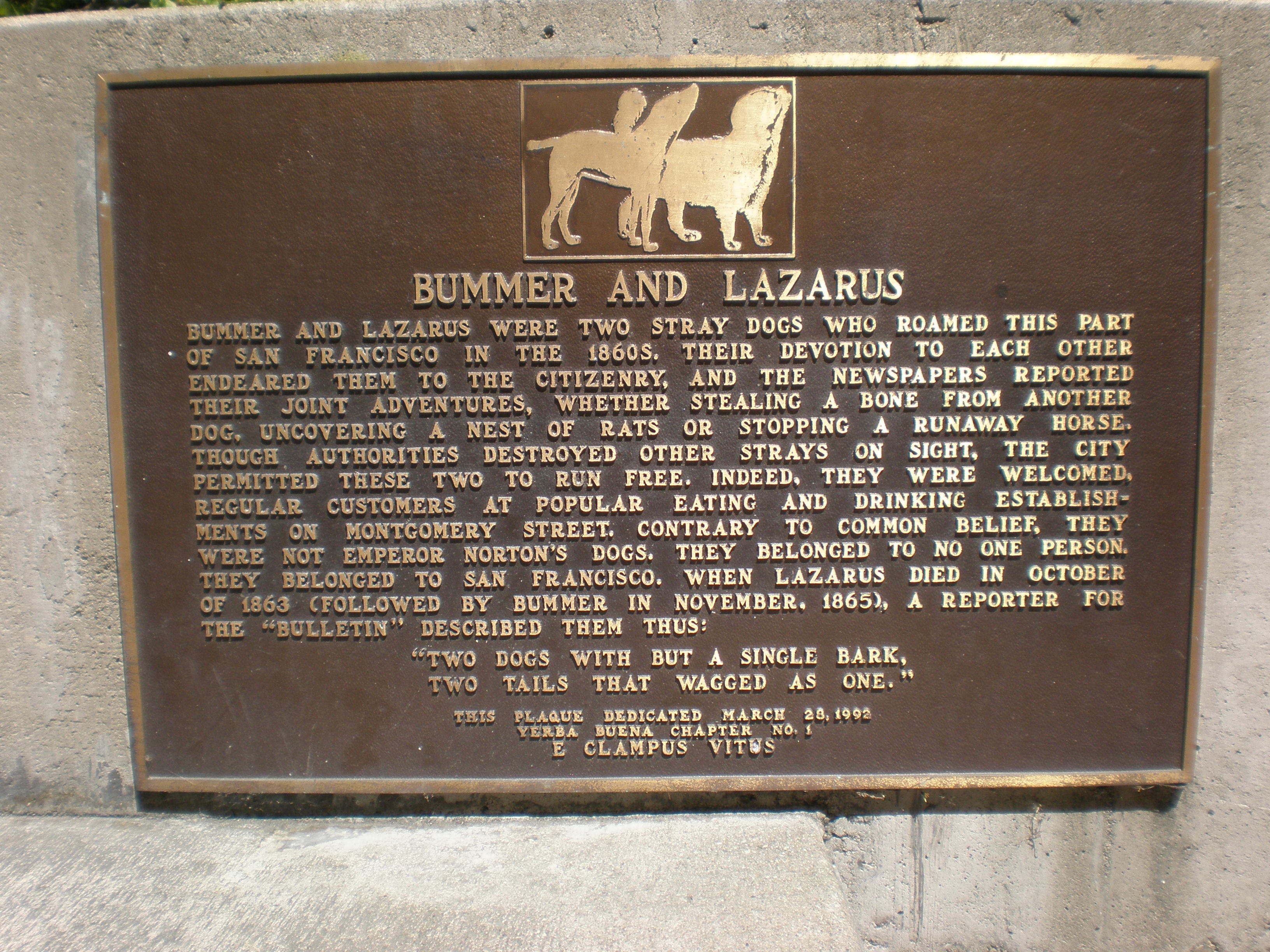
巴木尔和拉撒路的牌匾 (1992)

流浪汉老巴木尔终于死了，虽然他生前比那溜须拍马的奴才拉撒路更受人尊敬，但他的死在报纸上引起的轰动却不及拉撒路的一半。我想这是因为他是自然死亡：在他弥留之际，朋友们围在他的床边，给他擦净额上的汗珠，听他临终的遗言，他的死充满了岁月、荣誉、疾病和跳蚤；而可怜的拉撒路却是死于非命——也就是说，他是死于暴力之下：他是在夜深人静、无人知晓的时候被人神秘地杀害的。因此，这条被谋杀的狗在报纸上被奉为圣徒，他的缺点被原谅，他的美德被宣扬到全世界；而他那更伟大、更值得敬仰的主人，按照自然的规律，在生命的壮年时期、在一切顺利的时候去世，却像我们中间最卑贱的畜生一样默默无闻地离开了这个世界。好吧，让他安息吧。早些年，他曾被人们奉承和宠爱；但后来他失去了风采——他的尊严让位于缺乏自尊，这使他不得不施展卑劣的骗术来换取人们的同情和关注，这对于他的生存来说已经变得必不可少。显然，那条狗已经风光不再；他昔日的辉煌和如今的没落都是如此的明显。事实上，巴木尔本应该早点死去：他死的时候应该留下永久的名声。——马克·吐温

### 身后
同好友拉撒路一样，巴木尔也被制成了标本。1906年，巴木尔与拉撒路的标本被一同捐赠给了金门公园博物馆（现名M.H.笛洋纪念博物馆）。 长期以来，人们认为它们的标本于1910年被销毁，但根据诺顿皇帝遗产信托最新的考证，同时期的报纸报道显示这两只狗的标本至少在1917年6月时仍存于该馆。旧金山美术博物馆（笛洋美术馆的上级机构）的档案中包含未注明日期的记录，显示这些标本已被“销毁”，但并未记录具体时间及原因。
1992年3月28日，E Clampus Vitus兄弟会在泛美红木公园（毗邻泛美金字塔的一个小公园）放置了一块纪念这两只狗的黄铜牌匾。

## 延伸阅读
- 名犬名单